# Ларкас, Вейкко
Вейкко Ларкас (урожд. Линдберг, 27.03.1909, Хельсинки — 1969) — финский архитектор XX века, специализировавшийся на церковной и больничной архитектуре. Окончил Высшую техническую школу в Хельсинки  (1938). По окончании работал штатным архитектором в Управлении здравоохранения Финляндии, в 1947 году основал собственное архитектурное бюро.

## Архитектурный стиль
В зданиях, построенных Ларкасом, традиции средневекового каменного и деревянного зодчества сочетались с функционалистским и конструктивистским подходом. Архитектурные проекты Ларкаса обладают рядом сходных черт: он предпочитал строгую шатровую двускатную форму церковного здания, фасады в виде равнобедренных треугольников, остроугольную крышу, нередко использовал шестиугольные окна, располагал колокольню под сводом покрытой медью крыши.

## Церковные здания
| Постройка           | Город            | Изображение | Год  |
| ------------------- | ---------------- | ----------- | ---- |
| Церковь в Хойлола   | Северная Карелия |             | 1950 |
| Церковь Хаукивуори  | Миккели          |             | 1951 |
| Церковь в Энонтекиё | Лапландия        |             | 1952 |
| Церковь в Вииниярви | Северная Карелия |             | 1953 |
| Церковь в Кюуярви   | Кюуярви          |             | 1953 |
| Церковь Колари      | Колари           |             | 1965 |
| Церковь Пиелисенсуу | Йоэнсуу          |             | 1969 |